# Comissió Ortoli

Insígnia de la Unió Europea

La Comissió Ortoli és la Comissió Europea presidida pel polític francès François-Xavier Ortoli que va estar en el càrrec entre el 6 de gener de 1973 i el 5 de gener de 1977.
Successora de la Comissió Jenkins, va iniciar el seu càrrec el 6 de gener de 1973 i durant el seu període d'activitat s'enfrontà als problemes d'inestabilitat derivats de la Guerra del Iom Kippur i de la invasió turca de Xipre. Així mateix s'activà l'ampliació de la Comunitat Europea amb l'adhesió futura de Grècia (realitzada el 1981). Comptà amb 13 comissaris, un per cada país de la Comunitat i dos per França, Regne Unit, Alemanya i Itàlia. Finalitzà el seu mandat el 5 de gener de 1977, i va ser substituïda per la Comissió Jenkins.

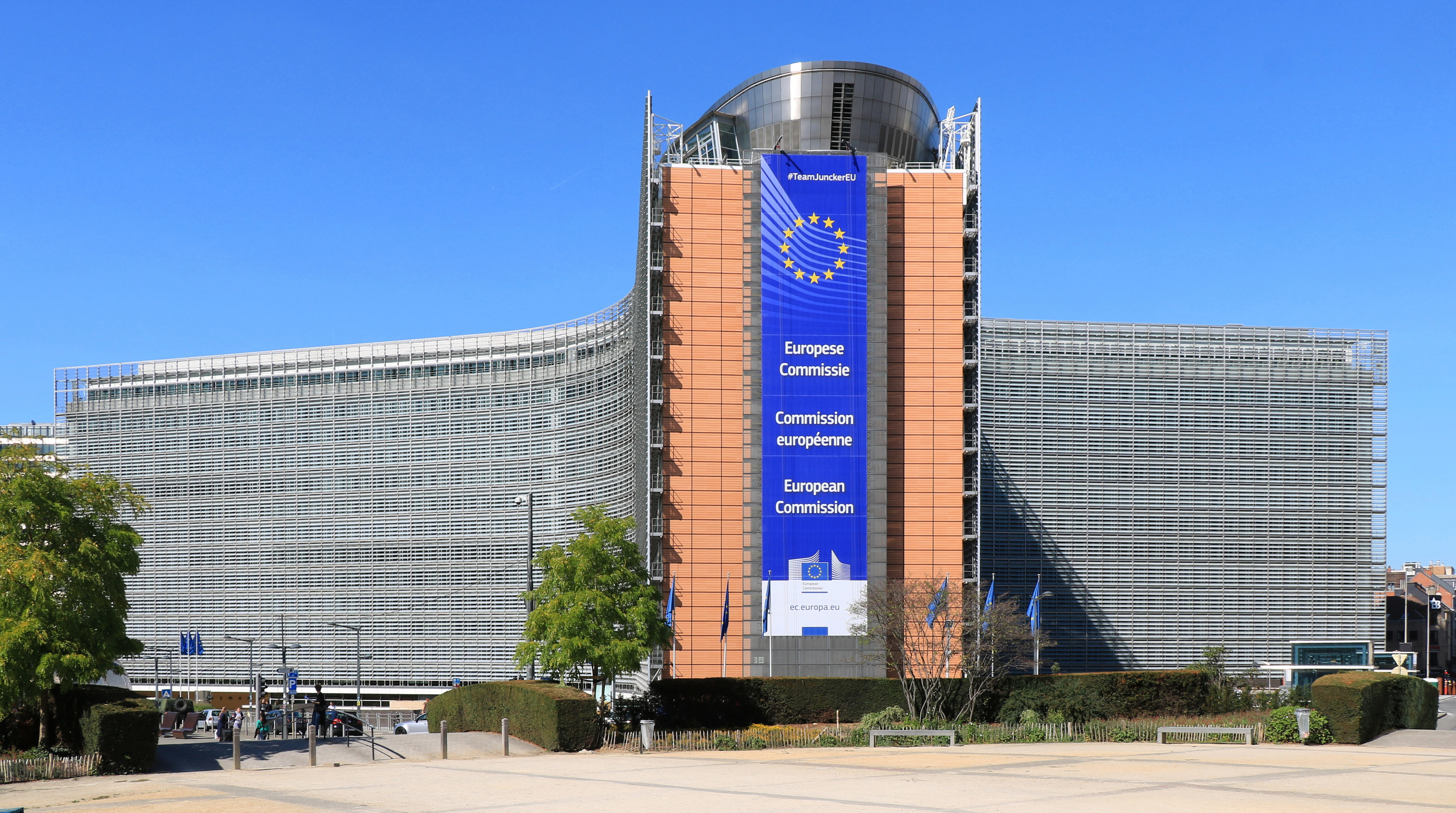
La Comissió Europea a Brussel·les

## Llista de Comissaris
La taula següent indica el nombre de comissaris segons la seva alineació política:
| Afiliació  | Esquerra (PSE) | Centre (ALDE) | Dreta (PPE-DE) | Independents |
| Comissaris | Cinc           | Un            | Quatre         | Tres         |

| Cartera                                                             | Comissari                | Estat         | Partit Polític         |
| ------------------------------------------------------------------- | ------------------------ | ------------- | ---------------------- |
| President                                                           | François-Xavier Ortoli   | França        | Partit Gaullista PPE   |
| Vicepresident; Treball i Assumptes Socials                          | Patrick Hillery          | Irlanda       | Fianna Fáil PPE        |
| Vicepresident; Economia, finances, crèdits i inversions             | Wilhelm Haferkamp        | Alemanya      | SPD PSE                |
| Vicepresident; Fiscalitat i Energia                                 | Henri François Simonet   | Bèlgica       | PS PSE                 |
| Vicepresident; Relacions exteriors                                  | Christopher Soames       | Regne Unit    | Partit Conservador PPE |
| Vicepresident; Relacions amb el Parlament, Medi Ambient i Transport | Carlo Scarascia-Mugnozza | Itàlia        | independent            |
| Desenvolupament                                                     | Claude Cheysson          | França        | PS PSE                 |
| Ciència, Recerca i Educació                                         | Ralf Dahrendorf          | RFA           | FDP ALDE               |
| Competència                                                         | Albert Borschette        | Luxemburg     | independent            |
| Agricultura                                                         | Pierre Lardinois         | Països Baixos | KVP PPE                |
| Mercat Interior i Unió Aduanera                                     | Finn Olav Gundelach      | Dinamarca     | independent            |
| Política Regional                                                   | George Thomson           | Regne Unit    | Partit Laborista PSE   |
| Indústria i Tecnologia                                              | Altiero Spinelli         | Itàlia        | PCI PSE                |